# Esthétique transcendantale
Pour les articles homonymes, voir Esthétique (homonymie).
Chez Kant, l’esthétique transcendantale est l’étude des formes a priori de la sensibilité, à savoir l'espace et le temps. « Esthétique transcendantale » est le nom de la première partie de La Critique de la raison pure.
Le terme d'esthétique vient du grec aesthesis qui signifiait théorie du sensible. Kant fait dans cette partie l'étude de la sensibilité, qu'il définit comme la faculté de recevoir des représentations des objets matériels qui nous affectent. L'entendement se définit par contraste comme la faculté des concepts qui nous permet de penser ces objets ; son étude consiste non pas dans une esthétique mais dans une logique (voir logique transcendantale). L'esthétique est dite transcendantale parce qu'elle prétend ne faire l'étude que des principes a priori de la sensibilité.
La thèse de Kant est en effet qu'il existe un cadre a priori dans lequel les objets nous sont originairement donnés et qui permet leur représentation. C'est ce que Kant nomme l'intuition pure (c'est-à-dire a priori et non mêlée d'expérience). Selon lui, même si on enlève à un objet toutes ses caractéristiques extérieures (sa couleur, sa dureté, sa divisibilité), il en reste toujours quelque chose : l'étendue et la figure, qui constituent la pure forme d'un objet, indépendante de toute expérience, de toute sensation. Kant va dès lors tenter de montrer qu'il existe un cadre a priori de l'intuition, ce qu'il nomme les formes a priori de la sensibilité, l'espace et le temps. L'existence de ces formes pures de l'intuition serait une condition nécessaire, pour Kant, à la possibilité de constitution de connaissances synthétiques a priori par le sujet.
Kant affirme ensuite que l'espace et le temps sont bien des formes a priori qui tiennent "à la constitution subjective de notre esprit" et non pas des "êtres réels" autonomes et hétérogènes à l'activité de connaissance humaine. Il postule par là-même l'idéalité transcendantale de l'espace et du temps : ceux-ci ne sont que de pures formes qui conditionnent néanmoins l'empiricité des objets.
Kant établit une distinction majeure entre l'espace et le temps :
1. L'espace conditionne selon lui notre représentation des objets extérieurs (chose en soi), placés "hors de nous". Il constitue donc le sens externe.
2. Le temps quant à lui est le moyen par lequel l'esprit s'intuitionne lui-même. Il constitue le sens interne.

Henri Bergson est l'un des rares philosophes qui a mis en cause directement la notion kantienne du temps en lui reprochant d'être conçu comme un milieu homogène à la manière de l'espace alors que pour le philosophe de l'intuition, le temps n'est pas que forme mais aussi matière (non pas au sens de la matière physique, mais au sens où le temps est bien quelque chose de réel) ou comme l'a bien dit Charles Péguy paraphrasant l'Essai sur les données immédiates de la conscience, « de l'être. » Plus précisément, Bergson distingue le temps homogène, simple représentation spatiale de l'ordre des événements, qu'il rattache à la tradition kantienne ; et la durée, écoulement réel des événements, force qui les relie effectivement, qui les fait naître les uns des autres, et qu'il reproche à Kant d'avoir confondue avec un simple cadre subjectif.